# Condado de Kit Carson
O Condado de Kit Carson é um dos 64 condados do Estado americano do Colorado. A sede do condado é Burlington, e sua maior cidade é Burlington. O condado possui uma área de 5 598 km² (dos quais 2 km² estão cobertos por água), uma população de 8 011 habitantes, e uma densidade populacional de 1 hab/km² (segundo o censo nacional de 2000). O condado foi fundado em 1889.